# Compagnie du chemin de fer Liégeois-Limbourgeois
La Compagnie du chemin de fer Liégeois-Limbourgeois (LL), est une société anonyme créée en 1862 pour reprendre la concession du chemin de fer du même nom.

## Histoire
La société anonyme dite Compagnie du chemin de fer Liégeois-Limbourgeois, dont le nom complet est Compagnie du chemin de fer Liégeois-Limbourgeois et des prolongements, est autorisée et ses statuts approuvés par l'arrêté royal du 10 décembre 1862.
Son objet est l'établissement et l'exploitation :
« A. D'un chemin de fer de Tongres à Ans, passant par Glons, avec 1° embranchement se dirigeant sur Liége, et passant par Herstal et le faubourg Vivegnis et 2° un embranchement vers les houillères du nord de Liége. L'établissement du premier de ces embranchements est obligatoire, celui du second facultatif. 
B. Un chemin de fer de Hasselt à la frontière des Pays-Bas, dans la direction d'Eyndhoven, si la concession définitive peut en être obtenue des deux gouvernements. 
C. D'un chemin de fer de Tongres au chemin de fer de Hasselt à Maestricht, avec parcours commun sur ce dernier chemin de fer entre Munster Bilzen et Hasselt. 
Le tout aux termes de l'arrêté royal du 14 juin 1861, de la convention du 7 juin 1862, et de la convention supplémentaire du 29 août suivant y annexée, la-dite société devra aussi construire et exploiter les raccordements au canal de Hasselt et la station de Beverst pour le cas où le gouvernement accorderait la concession de ces embranchements. »
Le 22 avril 1864, un arrêté royal autorise la Compagnie LL à céder l'exploitation des lignes de son réseau, réalisée ou à construire, à la Compagnie pour l'exploitation des chemins de fer de l'État Néerlandais. Le 1er juillet 1864, un arrêté royal la déclare concessionnaire du chemin de fer de Hasselt à la frontière des Pays-Bas dans la direction d'Eyndhoven.
La Compagnie Néerlandaise commence l'exploitation du réseau le 1er juillet 1866. Ce service est pris à forfait, « moyennant la garantie d'une rente fixe kilométrique qui couvre l'intérêt et l'amortissement des obligations, en assurant de plus aux actions une part de 35 % dans les recettes brutes du chiffre de 17 200 fr par kilomètre ».
Après négociations, l'État-Belge rachète le réseau LL le 1er janvier 1896.

## Réseau
À son extension maximum, le Liégeois-Limbourgeois exploite quatre lignes ferroviaires :
- la ligne de Hasselt à Liège (Vivegnis), actuelle section de la ligne 34 ;
- la ligne de Liers à Ans (Est), actuelle ligne 31, fermée ;
- la ligne d'Ans (Est) à Flémalle-Haute, actuelle ligne 32, fermée ;
- la ligne de Hasselt à Eindhoven, actuelles sections de la ligne 15 et de la ligne 18, fermée, se prolongeant sur le territoire des Pays-Bas.

### Chronologie des ouvertures
- 10 novembre 1863, section de Y Beverst à Tongres (13 km)[4],[5]
- 10 mars 1864, section de Tongres à Glons (6 km)[4]
- avril, section de Glons à Liers et Ans[6]
- 25 juin 1864, section de Glons à Liers (7 km)[4]
- 1er mai 1865, section de Liers à Vivegnis (10 km)[4]
- 20 juillet 1866, prolongement de Hasselt à Eindhoven (59 km)
- 15 novembre 1866, embranchement de Hasselt au canal (1 km)
- 3 février 1868, section d'Ans (LL) à Flémalle (12 km)

Le 1er septembre 1877, l’État belge réalisera finalement la section de Liège-Vivegnis aux Guillemins (4 km).

## Matériel roulant
Les Staatsspoorwegen hollandais reprennent l'exploitation en 1866 et y font circuler leur matériel jusqu'à la nationalisation du réseau situé en Belgique.
Avant la reprise, le Liégeois-Limbourgeois possédait douze locomotives à vapeur numérotées de 1 à 12 que les Staatsspoorwegen reprennent et affectent aux lignes belges jusqu'à leur mise hors service :
- deux 021T construites par la société de Tubize, qui finiront leur carrière comme locomotives de manœuvres en 1889 ;
- trois 230T système Vaessen livrées en 1863 par la Société de Saint-Léonard et destinées aux lignes du plateau d'Ans, à fortes déclivités. Elles sont revendues à divers firmes privées en 1878-1881 ;
- une 120T construite par Tubize en 1862 et affectée aux manœuvres, utilisée à partir de 1871 comme machine fixe aux ateliers de Tilbourg.
- quatre 120 à tender séparé rachetées en 1866 à la Société de Graffenstaden qui les avait construites pour le Chemin de fer de Libourne à Bergerac, incapable de les payer ; elles assureront des trains de voyageurs jusque 1884 ;
- deux 030 à tender séparé construites par Koechlin pour le Libourne-Bergerac et acquises en 1867. Dotées de roues d'1,50 m, elles seront reléguées aux manœuvres et disparaissent en 1884.